# Оліварес-де-Хукар
Оліварес-де-Хукар (ісп. Olivares de Júcar) — муніципалітет в Іспанії, у складі автономної спільноти Кастилія-Ла-Манча, у провінції Куенка. Населення — 410 осіб (2010).
Муніципалітет розташований на відстані близько 140 км на південний схід від Мадрида, 39 км на південний захід від Куенки.

## Демографія
Динаміка населення (INE ):

## Галерея зображень

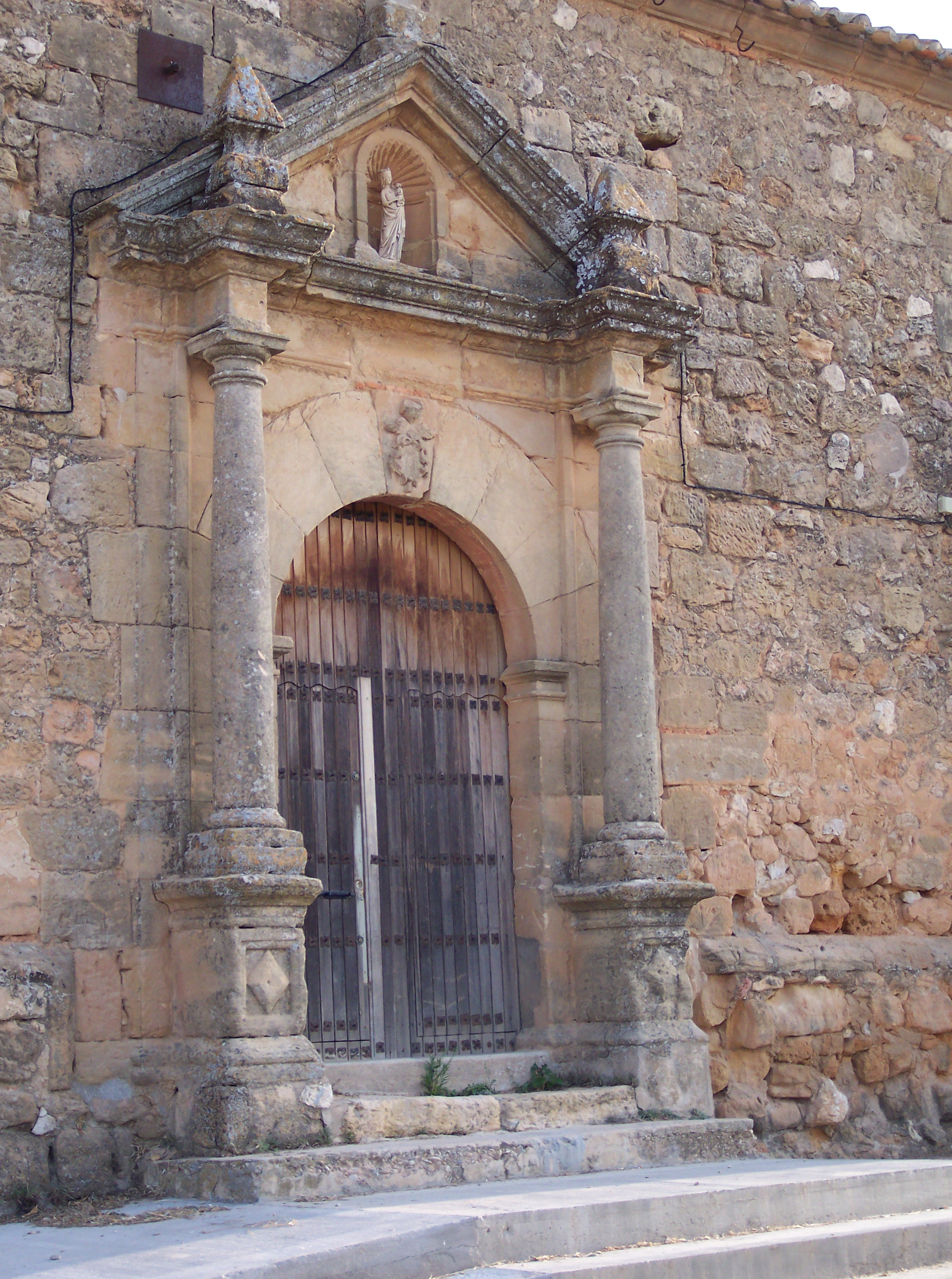
Церква у Оліварес-де-Хукар